# Wilmington Island
Wilmington Island es un lugar designado por el censo ubicado en el condado de Chatham en el estado estadounidense de Georgia. En el censo de 2000, su población era de 14.213.

## Geografía
Wilmington Island se encuentra ubicado en las coordenadas 32°0′12″N 80°58′31″O / 32.00333, -80.97528 (32.003463, -80.975224). Según la Oficina del Censo, la localidad tiene un área total de 24,5 km² (9,5 mi²), de la cual 21,9 km² (8,5 mi²) es tierra y 2,6 km² (1 mi²) (10.6%) es agua.

## Demografía
Según la Oficina del Censo en 2000 los ingresos medios por hogar en la localidad eran de $58,689, y los ingresos medios por familia eran $67,983. Los hombres tenían unos ingresos medios de $47,220 frente a los $31,836 para las mujeres. La renta per cápita para la localidad era de $27,654. 